# Camatagua (municipalité)
Pour les articles homonymes, voir Camatagua.
Camatagua est l'une des dix-huit municipalités de l'État d'Aragua au Venezuela. Son chef-lieu est Camatagua. En 2011, la population s'élève à 16 627 habitants.

## Géographie

### Subdivisions
La municipalité est constituée de deux paroisses civiles avec, chacune à sa tête, une capitale (entre parenthèses) :
- Camatagua (Camatagua) ;
- Carmen de Cura (Carmen de Cura).